# Heckler & Koch P11
La Heckler & Koch P11 és una pistola subaquàtica dissenyada per Heckler & Koch.

## Disseny
Ja que les bales comunes són imprecises i tenen un abast molt curt en ser disparades sota l'aigua, aquesta pistola dispara dards d'acer d'uns 10 cm de longitud. Té cinc canons, cadascun d'aquests carregat amb un cartutx, fent que se sembli a un pimentero i és percussió elèctrica amb una bateria inserida en la seva empunyadura. Després de disparar els cinc cartutxos, el conjunt de canons deu ser enviat al seu fabricant per ser recarregada. És molt semblant a la seva predecessora, la pistola defensiva subaquàtica Mk 1. En el passat, Heckler & Koch va negar tenir coneixement de la seva existència.
Aquesta pistola és una mica més voluminosa que la seva contrapart soviètica, la SPP-1, però té cinc canons en lloc dels quatre de la pistola soviètica. En canvi la SPP-1 no necessita ser enviada al seu fabricant per ser recarregada.

## Usuaris
- Alemanya: Bussos militars Plantilla:Country data Alemania[4]
- Dinamarca[5]
- Plantilla:Country data España: Unitat d'Intervenció Especial
- Plantilla:Country data Estados Unidos: S'han subministrat 100 unitats als membres de les forces d'Operacions Especials.[6]
- Plantilla:Country data Francia
- Israel
- Plantilla:Country data Italia: Comando Raggruppamento Subacquei i Incursori Teseu Tesei de la Marina Milités.
- Noruega
- Plantilla:Country data Países Bajos
- Plantilla:Country data Reino Unido: Special Boat Service de la Royal Navy.[7]

## Galeria

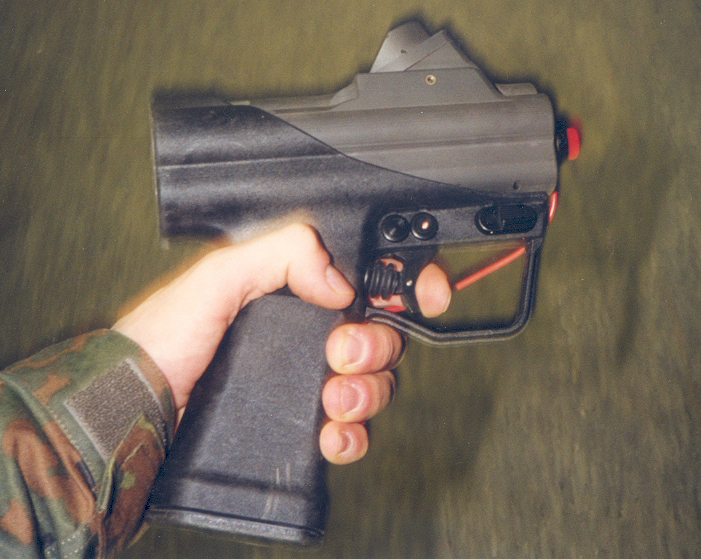
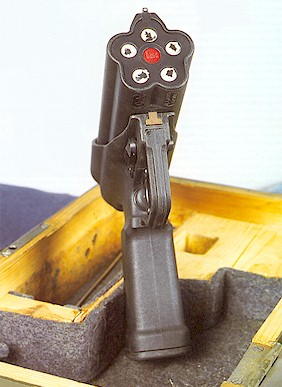
Vista de front de la P11